# Ralma
Ralma (mađ. Mórahalom) je pogranični gradić na jugoistoku Mađarske.
Površine je 83,15 km četvornih.

## Zemljopisni položaj
Nalazi se na jugoistoku Mađarske, nedaleko od granice s Vojvodinom. Jugozapadno su Ásotthalom i Prirodni rezervat Asothalomske livade, te dalje Palić i Subotica. Sjeverno je Zsákányszék, sjeveroistočno su Domaszék, Družma i Segedin. Jugoistočno su Madarsko jezero, Riska, Horgoš, južno je Kraljev Brig.

## Upravna organizacija
Upravno je sjedište ralmske mikroregije u Čongradskoj županiji. Poštanski je broj 6782.

## Povijest
Do 1950. godine službeno se na mađarskom zvala Alsóközpont, a iste je godine izdvojeni su dijelovi naselja Királyhaloma, Ralme i Nagyszéksósa iz Segedina čijim su sastavom bili te je formirana Ralma kao samostalno naselje. 1952. je godine dio Ralme pripojen novom naselju Domaszéku. Godine 1989. dobila je status grada.

## Kultura
- Spomenik žrtvama Drugog svjetskog rata i mađarske revolucije 1956. godine.
- Spomen-poprsje ministru kulture Kunóu Klebersbergu (1875. – 1932.).
- Fontana autorice Kláre Tóbiás.

## Promet
Kroz Ralmu u pravcu istok - zapad prolazi cestovna prometnica br. 55. koja povezuje Segedin i Baju.

## Stanovništvo
2001. je godine u Ralmi živjelo 5518 Ralmanaca i Ralmankinja, većinom Mađara te nešto malo Nijemaca i Srba.

## Poznate osobe
- Ördög Nóra
- Ferenc Szekeres
- Menyhért Tóth

## Vanjske poveznice
- Službene stranice
- Ralma